# Bambusa papillatoides
Bambusa papillatoides är en gräsart som beskrevs av Qi Hui Dai och D.Y.Huang. Bambusa papillatoides ingår i släktet Bambusa och familjen gräs. Inga underarter finns listade i Catalogue of Life.